# Duncanopsammia axifuga
Duncanopsammia axifuga là một loài san hô trong họ Dendrophylliidae. Loài này được Milne Edwards and Haime mô tả khoa học năm 1848.

## Hình ảnh

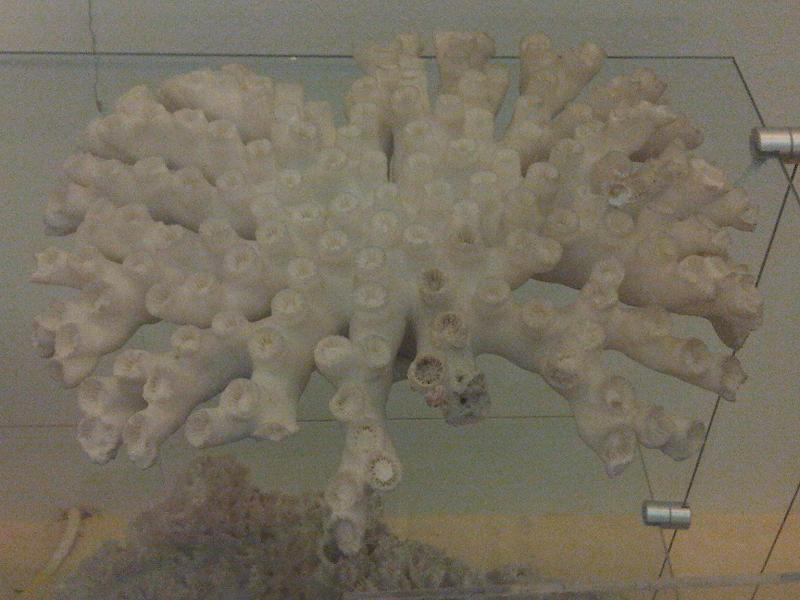
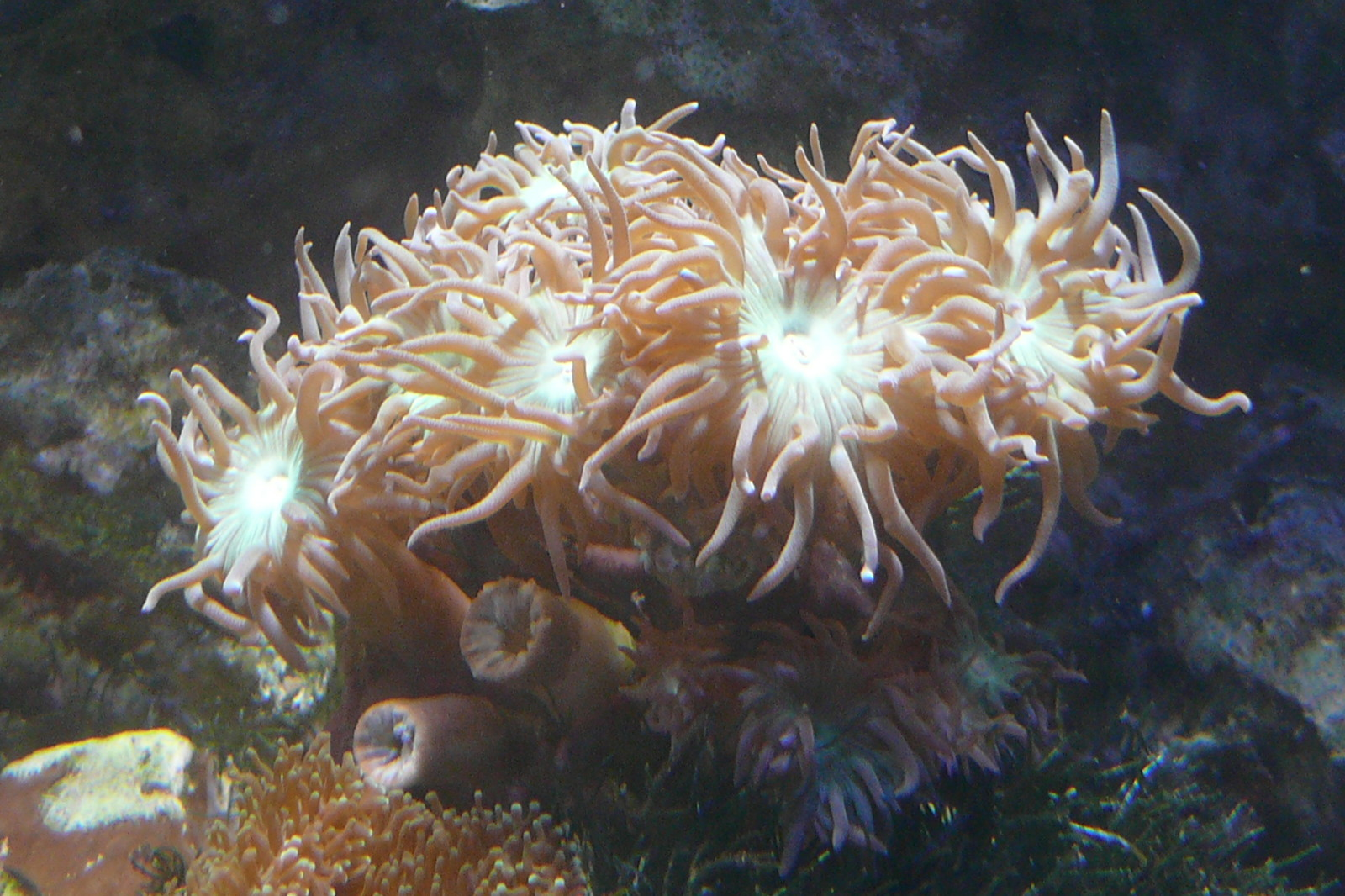